# SN 1999N
SN 1999N – supernowa typu Ia odkryta 13 stycznia 1999 roku w galaktyce A100427-0735. W momencie odkrycia miała maksymalną jasność 23,30m.